# Discocyrtus vegetus
Discocyrtus vegetus is een hooiwagen uit de familie Gonyleptidae.